# Козловский, Пётр Борисович
Князь Пётр Бори́сович Козло́вский (1783—1840) — русский писатель и дипломат, шурин поэта М. С. Кайсарова, дядя композитора А. С. Даргомыжского.

## Биография
Родился в декабре 1783 года в Москве в небогатой дворянской семье — сын секунд-майора князя Бориса Петровича Козловского (1754—1809) от его брака с Анной Николаевной Бологовской (1762—1811). Получил домашнее образование в московском доме отца, который любил окружать себя просвещенными иностранцами. После смерти его старшего брата воспитанию Петра, как продолжателя рода, было уделено особое внимание. В юношеском возрасте он дебютировал в литературе стихотворениями, напечатанными в «Приятном и полезном препровождении времени» (1798. Ч. XIX и XX) и в «Ипокрене» (1799. Ч. I).
В 1801 году он поступил на службу в Архив коллегии иностранных дел, где его сослуживцами были Ф. Вигель и А. И. Тургенев.
Благодаря покровительству А. Б. Куракина, который поселил его на верхнем этаже своего петербургского особняка, с 1803 года состоял на дипломатической службе за рубежом. Был поверенным в делах при папском дворе в Риме (1803—1806), затем при сардинском дворе в Кальяри (1806—1810) и Турине (1810—1811). В 1812 году получил звание камергера и 22 сентября был назначен чрезвычайным посланником и полномочным министром при Сардинском дворе, занимая эту должность до 1818 года. По словам Ф. Вигеля, знавшего «молодого мудреца» ещё в юные годы:
Откормленный, румяный, он всегда смеялся и смешил, имел, однако же, искусство не давать себя осмеивать, несмотря на своё обжорство и умышленный цинизм в наряде, коим прикрывал он бедность или скупость родителей.
В 1814—1815 годах был в составе делегации России на Венском конгрессе. Был посланником в Штутгарте и поверенным в делах в Карлсруэ (1818—1820).

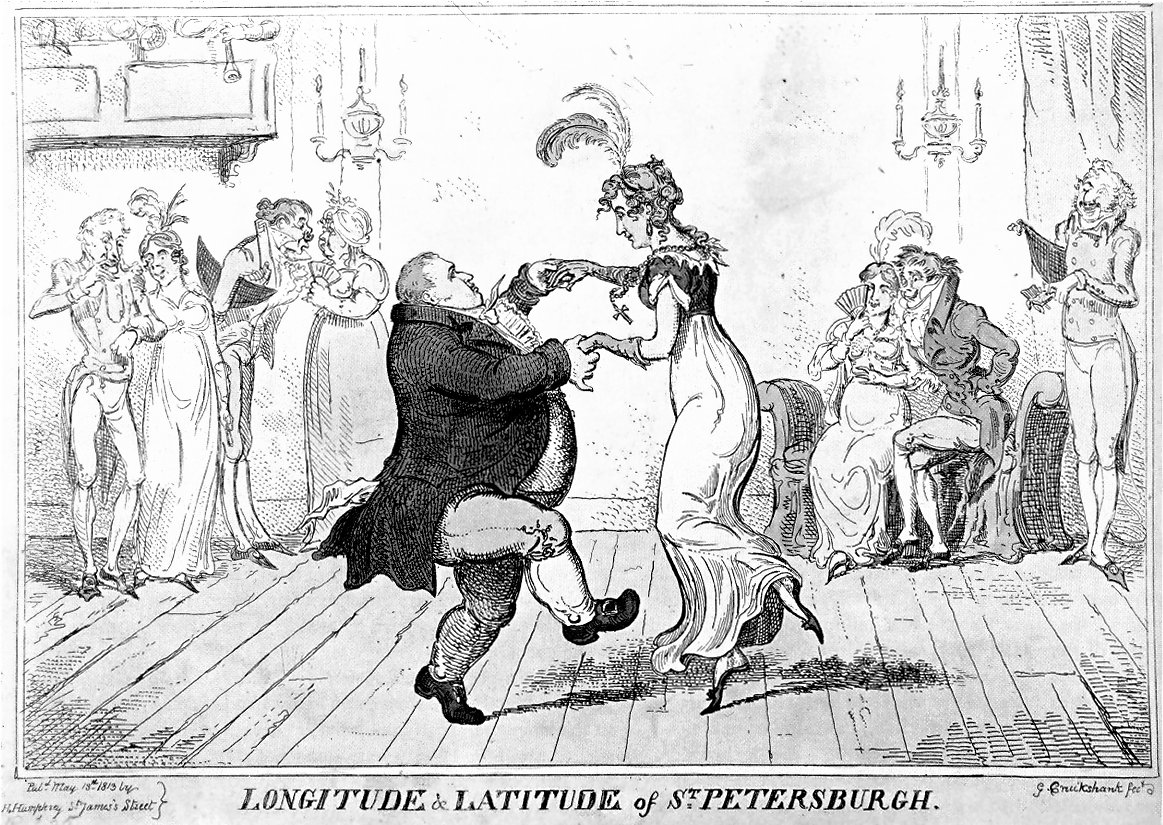
Танец Козловского и княгини Ливен, гравюра лондонца Крукшенка

В 1821 году был отставлен от службы и отправился путешествовать по Европе. Во время своего тринадцатилетнего странствования он дружески принимался при иностранных дворах; был, между прочим, в Лондоне у короля Георга IV, затем в 1824 году — в Париже у Людовика XVIII. Здесь им была написана книга «Tableau de la cour do France», которая была уже напечатана, но, по совету друзей, которые нашли её слишком смелой, не была выпущена в свет.  В 1830 году в Генте, он издал брошюру, касающуюся суда над министрами Карла X, под заглавием «Lettre au duc de Broglie sur les prisonniers de Vincennes». Перевёл на русский язык «Вертера» Гёте. Другие его труды: «Lettre d’un protestant d’Allemagne à Monseigneur l'évêque de Chester» (Париж, 1825), «Belgium in 1830» (Лондон, 1831).
«Русский европеец» (как называла его мадам де Сталь) был хорошо знаком с Ф. Р. Шатобрианом и Ф. де Ламеннэ, под влиянием которых тайно перешёл в католичество. В 1816 году женился на итальянке Джованне Реборе, от которой имел сына.
Козловский великолепно владел несколькими иностранными языками, пользовался славой блистательного и остроумного собеседника, был дружен со многими видными европейскими политиками и литераторами своего времени, среди которых Ш. М. Талейран, К. фон Меттерних, Дж. Байрон, Г. Гейне.
Князь П. А. Вяземский, познакомившийся с Козловским в 1834 году, отзывается о нём, как о человеке просвещённом, необыкновенно добром, проницательного, восприимчивого и парадоксального ума, обладавшем большой начитанностью, удивительной памятью, смелостью мнений, простодушием, мягкостью приёмов, аттической вежливостью и в особенности необыкновенным даром слова, выражавшимся в блестящих импровизациях.
Пробыв затем несколько времени в Париже, в 1834 году он выехал в Россию и заехал на пути в Варшаву, к своему старому другу, наместнику Царства Польского князю И. Ф. Паскевичу. Там с ним случилось несчастье: карета Козловского упала с большой высоты, Козловский сломал ногу, но каким-то чудом остался жив. Это задержало его в Варшаве на целый год и лишь в 1835 году он появился в петербургских салонах, где сразу занял видное место. Когда после многих лет жизни за границей Козловский наконец появился в Петербурге, по словам Вигеля:
Ему дивились, как всему заграничному. Мне казалось, что я вижу перед собой густую массу, которая более тридцати лет каталась по Европе, получила почти шарообразный вид и, как гиероглифами, вся испещрена идеями, для нас уже не новыми, и множеством несогласных между собою чужих мнений, которые по клейкости её так удобно к ней приставали.
По предложению А. С. Пушкина принял участие в «Современнике», где напечатал в 1836 году (в I и III томах) две статьи: «Разбор парижского математического ежегодника на 1830 год» (Annuaire du Bureau des longitudes presente au Roi) и «О надежде» (о теории вероятностей); затем в VI томе была напечатана его статья о паровых машинах. Большой знаток латинской литературы, он советовал Пушкину переводить Ювенала; после неудачи Пушкин начал неоконченное послание Козловскому: «Ценитель умственных творений исполинских…»
Поступив в 1836 году снова  на службу в министерство иностранных дел, с назначением состоять при наместнике царства Польского, он был командирован в южную Польшу и представил замечательный отчёт о плавильнях, молотовых, каменноугольных копях и других отраслях горнозаводской промышленности этого края. В 1839 году он перевёл на французский язык статью В. А. Поленова «Об отправлении Брауншвейгской фамилии из Холмогор в Датские владения» (была напечатан в Русской старине — 1874. Т. IX) и отдал перевод известному тогда путешественнику маркизу Кюстину, который и поместил его в приложении к IV тому своей книги "La Russie en 1839". Козловский был одним из информантов Астольфа де Кюстина, который беседовал с ним на пароходе «Николай I» по пути в Россию.
Умер 26 октября 1840 года в Баден-Бадене. В 1950 г. Глеб Струве опубликовал в Сан-Франциско книгу «Русский европеец: Материалы для биографии князя П. Б. Козловского».

## Отзывы современников
Сардинский посланник в Петербурге Жозеф де Местр оставил о своём коллеге российском посланнике в Сардинии князе Козловском весьма раздражённый отклик:
Всякий умный человек обязан знать две вещи: 1) кто он и 2) где он находится. Следственно, насколько я могу судить, князь Козловский должен знать, что он является поверенным в делах при Его Величестве и находится в Кальяри. Чем больше я размышляю, тем меньше понимаю, какие трудности может таить его положение. Пусть он старается понравиться двору, пусть посещает семейства, пользующиеся влиянием при дворе, пусть чуждается англичан, не выставляя на показ свою отчуждённость от них, пусть сближается с французами, не выставляя на показ свою близость к ним, пусть острит с моей сестрой, беседует о физике с её мужем, а потом отправляется домой и спокойно спит. Если он будет действовать иначе то свернёт себе шею.
С. П. Свечина в письме к графине Нессельроде от 12 декабря 1829 года отзывалась о Козловском:
Соединение глубокомысленных, здравых взглядов подлинно великодушных чувств с нравственной распущенностью.
П. А. Вяземский, отзываясь о Козловском, находил:
Погони его в одну сторону — государственный ум; погони в другую — только что не шут.
Карл Фикельмон в письме К. Меттерниху от 7/19 ноября 1836 года писал:
Князь Козловский, который в данный момент находится в Варшаве, исповедует те же религиозные принципы, что и Чаадаев. Я знаю, что он уехал отсюда с намерением воспользоваться доверием, которое питает к нему фельд-маршал Паскевич, чтобы смягчить его поведение по отношению к католикам. Его пребывание в Варшаве может принести много зла из других сторон. Весьма опасно, чтобы подобный ум вошёл в контакт с духом поляков.